# Діти часу (роман)
«Діти часу» (англ. Children of Time) — науково-фантастичний роман Адріана Чайковського 2015 року.
Його було вибрано з короткого списку шести творів і загального фонду зі 113 книг, на нагородження премією Артура Кларка за найкращу наукову фантастику року в серпні 2016.
Книга отримала продовження «Діти руїни» у 2019 році, а також «Діти пам'яті» у 2022 році. Серія отримала премію Г'юго за найкращу книжкову серію у 2023 році.

## Сюжет
У далекому майбутньому доктор Аврана Керн очолює наукову групу, яка досліджує з борту космічного корабля тераформовану екзопланету. Як вона сподівається, цю планету назвуть «Світом Керн». Група готується випустити в біосферу планети синтетичний вірус, щоб прискорити еволюцію популяції мавп. Але угрупування декількох антитехнологічних фракцій під назвою «Non ultra natura» вважає вірус небезпечним. Паралельно відбувається війна, що охоплює численні планети, колонізовані людьми.
Доктор Керн дізнається, що на борту корабля є агент антитехнологічної групи, яка збирається влаштувати диверсію з реактором, джерелом енергії корабля. Керн тікає на борту рятувальної капсули раніше, ніж диверсія увінчається успіхом. Вона застрягає на орбіті планети і занурюється в анабіоз. Керн періодично прокидається, сподіваючись на допомогу, але не отримує жодних сигналів із Землі чи її колоній. Контейнер з мавпами при цьому згорає під час входу в атмосферу. Вірус опиняється в екосистемі та заражає різні біологічні види, прискорюючи їхню адаптацію до довкілля.
Минає багато тисячоліть, і на скутій кригою Землі з руїн постає цивілізація мисливців-збирачів. Колишня епоха відома їм як Стара імперія. Зіткнувшись із повільним вимиранням біосфери Землі через довгострокові наслідки війни, залишки людства будують міжзоряний корабель «Гільгамеш» і відлітають на ньому до Світу Керн. Керівник місії, Ґуєн, намагається втримати контроль над людьми та засинає в анабіозі, щоб мати вплив на нащадків. Головна інженер Лейн згуртовує навколо себе противників Ґуєна та стає головною постаттю культу, що скеровує декілька наступних поколінь. Начальник охорони Карст бажає вберегти суспільство корабля від кровопролиття, тому обмежує доступ до зброї. Поступово люди на борту деградують, перетворюючись на дикунів.
Після польоту тривалістю тисячі років «Гільгамеш» досягає планети, але Аврана Керн відмовляється визнати екіпаж людьми. Світ Керн до того часу заселили «стрибучі павуки» розміром з людську голову, що розвинули розум і будують власне суспільство. Вони перемогли експансію високоінтелектуальних мурах і розробили спосіб приручити їх.
«Гільгамеш» летить до сусідньої планети, яку знаходить непридатною для життя, повністю вкритою грибком, тому повертається до Світу Керн. Ґуєн завантажує свій розум у комп'ютер «Гільгамеша». Частина населення корабля вважає його богом. Лейн бореться проти прибічників Ґуєна та відновлює достатньо високий рівень життя.
Суспільство павуків показане через чотирьох його представників і їхніх нащадків, які носять ті самі імена: Портію, Б'янку, Фабіана та Віолу. Павуки мають генетичну пам'ять і рольові моделі, запозичені з людської культури. Завдяки здатності передавати спогади спадково від батьків до дітей, павуки швидко розвивають науку. Павуки розвивають біотехнології, радіозв'язок, але їм не спадає на думку ідея колеса. Повернення людей спонукає їх визнати, що обидва види можуть взаємовигідно співіснувати. Вони погоджуються поселити людей на планеті, але з умовою, що ті приймуть вірус. Розум Аврани Керн павуки, що вже розвинули достатні технології, копіюють у свій комп'ютер.
Наприкінці люди та павуки фіксують сигнал з іншої планетної системи.